# تحلیل حرکت
تحلیل حرکت (انگلیسی: Motion analysis) یا واکاوی جنبش، در بینایی رایانه‌ای، پردازش تصویر دیجیتال، عکاسی پرسرعت و دید ماشینی استفاده می‌شود. این رشته روش‌ها و کاربردهایی را بررسی می‌کند که در آنها دو یا چند تصویر پیاپی از یک دنباله تصاویر (برای مثال تولیدشده توسط یک دوربین ویدئو یا دوربین سرعت بالا) پردازش می‌شوند تا اطلاعاتی بر اساس حرکت ظاهری در تصاویر تولید شود. در برخی از کاربردها، دوربین نسبت به صحنه ثابت است و اشیا در صحنه حرکت می‌کنند. در برخی از کاربردها، صحنه تقریباً ثابت است و دوربین حرکت می‌کند. در برخی موارد، هم دوربین و هم صحنه در حال حرکت هستند.
پردازش تحلیل حرکت در ساده‌ترین حالت ممکن است برای تشخیص حرکت باشد – یعنی یافتن نقاطی در تصویر که چیزی در آن نقاط در حال حرکت است. انواع پیچیده تری از پردازش می‌توانند شامل ردیابی ویدیویی در تصویر در طول زمان، گروه‌بندی نقاطی که متعلق به همان شیء صلبی است که در صحنه در حال حرکت است، یا تعیین اندازه و جهت حرکت هر نقطه در تصویر باشند. اطلاعاتی که تولید می‌شود اغلب مربوط به یک تصویر خاص در دنباله است که با یک نقطه زمانی خاص مطابقت دارد، اما با تصاویر مجاور نیز ارتباط دارد. این بدین معناست که تحلیل حرکت می‌تواند اطلاعاتی وابسته به زمان دربارهٔ حرکت تولید کند.
کاربردهای تحلیل حرکت را می‌توان در حوزه‌های نسبتاً متنوعی یافت، حوزه‌هایی مانند نظارت تصویری، پزشکی، صنعت فیلم‌سازی، ایمنی حوادث خودرو، مطالعات بالستیک سلاح گرم، علوم زیستی، انتشار آتش، و هدایت خودروهای خودران، تا فقط چند مثال را نام برده باشیم.